# Tempeste sul Congo
Tempeste sul Congo (White Witch Doctor) è un film in Technicolor del 1953 diretto da Henry Hathaway. È ispirato all'omonimo romanzo di Louise A. Stinetorf (1950).

## Trama
1907. In Congo arriva Ellen Burton, infermiera assegnata alla dottoressa Mary nella locale missione. Al suo arrivo si scontra con il rude cacciatore John Douglas detto "Lonni". Questi sta caricando sulla nave alcuni animali selvaggi destinati ai maggiori zoo del mondo (un lavoro estremamente pericoloso e redditizio per l'epoca). Ellen è in Africa in onore e memoria del marito morto un anno prima che aveva avuto il desiderio di curare gli indigeni. Lonni non crede che una donna così bella e delicata sia adatta a questa vita, ma acconsente ad accompagnarla alla missione per affidarla alla dottoressa Mary. Arrivata al villaggio, si scopre che la dottoressa è andata al lazzaretto, in quanto è scoppiata un'epidemia. Nel villaggio, intanto, una donna sta molto male ed Ellen, nonostante il parere contrario del locale stregone, la salva estraendo un dente prima che facesse infezione. Tutti sono felici, tranne lo sciamano che tenta di uccidere Ellen durante la notte con un ragno velenoso. Il gruppo riparte ed arrivato al lazzaretto, scopre che la dottoressa Mary è morta a causa di una febbre tropicale. Per nulla scoraggiata, Ellen decide contro il parere di tutti di rimanere, e mentre va a caccia per procurarsi un po' di carne, assiste alla lotta tra un ragazzo ed un leone. Il leone sembra avere la meglio e per salvare il ragazzo, Lonni spara alla bestia. Il ragazzo è della tribù dei Bakuba, indigeni molto bellicosi, famosi perché nel loro territorio si suppone ci sia una miniera di oro. Ellen inizia a curare il malato, ma, avvisati dai tamburi, i Bakuba tornano a riprendere il ragazzo, rischiando l'aggravarsi delle condizioni. Infatti il braccio va in gangrena ed Ellen (detta "piccola madre", in contrapposizione della defunta dottoressa detta "grande madre") viene chiamata per curarlo al villaggio. Accompagnata da Lonni (che ha il solo scopo di scoprire l'oro) va dai Bakuba per cercare di salvare il ragazzo che è il figlio del capo. Nel frattempo arrivano anche i soci di Lonni con diverse armi, pronti a dare battaglia per scoprire la miniera. Douglas, innamoratasi della donna, si scopre pentito delle sue azioni e cerca di fermare gli altri. Al villaggio, Ellen riesce a salvare il ragazzo e con Lonni si scopre finalmente appagata.

## Accoglienza
L'opera doveva cavalcare l'onda del successo del western Il temerario di Nicholas Ray interpretato dalla coppia Hayward/Mitchum l'anno precedente ma non ebbe lo stesso favore dalla critica. Henry Hathaway sostituì alla regia l'inglese Roy Ward Baker, messo fuori combattimento da un virus intestinale, contratto durante il suo soggiorno in Africa dove aveva curato alcune riprese esterne.

## Curiosità
All'inizio della pellicola c'è una sequenza in cui Robert Mitchum lotta con un gorilla; l'animale era finto ed è interpretato da Charles Gemora anche se non fu accreditato nel cast.